# Hieracium latequeraltense
Hieracium latequeraltense es una especie de planta con flor del género Hieracium, de la familia Asteraceae, orden Asterales.

## Distribución
Hieracium latequeraltense se distribuye por España.

## Taxonomía
Fue descrita científicamente por Mateo, Egido & Gómez.
Tratamiento taxonómico
La especie aparece registrada en una sección de la publicación Fl. Montiber.